# Iglesia de Todos los Santos (Waldershare)
La iglesia de Todos los Santos es una iglesia anglicana redundante en Waldershare, Kent, Inglaterra. Está registrada en la Lista del Patrimonio Nacional de Inglaterra como un edificio designado de grado II, y está bajo el cuidado del Fideicomiso de Conservación de Iglesias. La iglesia está ubicada a 3 millas (4,8 km) al norte de Dover en el lado oeste de la carretera A256. El camino de North Downs pasa por el cementerio de la iglesia. La iglesia es notable por los monumentos en sus capillas.  

## Historia
La iglesia data del siglo XII. Las capillas funerarias fueron añadidas alrededor de 1697 y en 1712. La parte principal de la iglesia fue restaurada y virtualmente reconstruida en 1886 por Ewan Christian. En 1902 se llevó a cabo una nueva restauración. Se construyó un portal de lixiviación en la entrada del patio de la iglesia alrededor de 1930. La iglesia fue declarada redundante el 1 de junio de 1980, y fue investida en el Fideicomiso de Conservación de Iglesias el 27 de junio de 2006.

## Arquitectura

### Exterior
La planta de la iglesia consiste en una nave con un porche sur y un presbiterio con una capilla norte y una capilla sur. El cuerpo de la iglesia está construido en sílex y escombros con un techo de pizarra. Las capillas son de ladrillo rojo con techos de tejas. El enladrillado de la capilla sur está en enlace inglés y el de la capilla norte está en enlace flamenco. El muro oeste está reforzado y hay un campanario en su glabete. En la pared sur del presbiterio hay una ventana normanda. Las otras ventanas en el cuerpo de la iglesia son lancetas, aparte de la ventana de dos luces en la pared norte de la nave. Las ventanas de las capillas datan del siglo XV, y también tienen dos luces. 

### Interior
Dentro de la iglesia hay un arco de presbiterio de doble chaflán y arcos entre el presbiterio y las capillas. Las capillas tienen techos de madera de barril. Hay una piscina en la nave y otra en el presbiterio, ambas dañadas. El retablo está parcialmente pintado y en parte en mosaico, con un tríptico de mármol. En las paredes del santuario hay pinturas de Clayton y Bell que datan de aproximadamente 1886. Entre el presbiterio y las capillas hay pantallas del siglo XIX. En las capillas hay escotillas, dos en la capilla norte y una en el sur.  Las ventanas contienen vidrieras victorianas.

### Monumentos

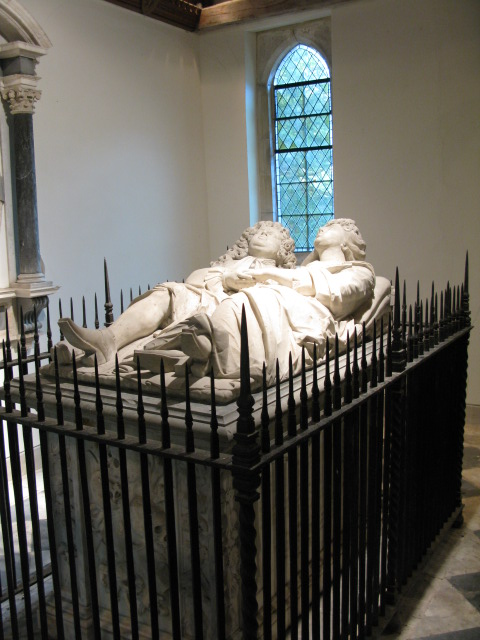
Memorial a Sir Peregrine Bertie y su esposa
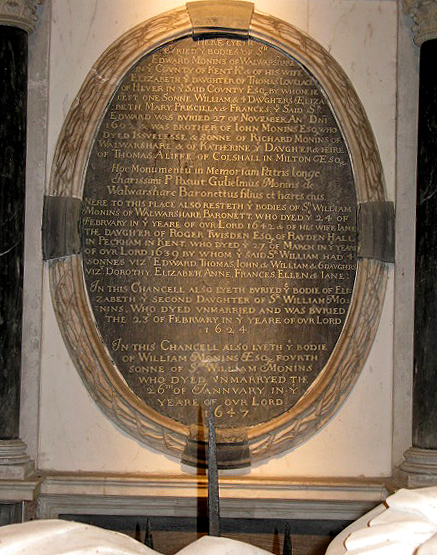
Placa ovalada en el monumento de Monins
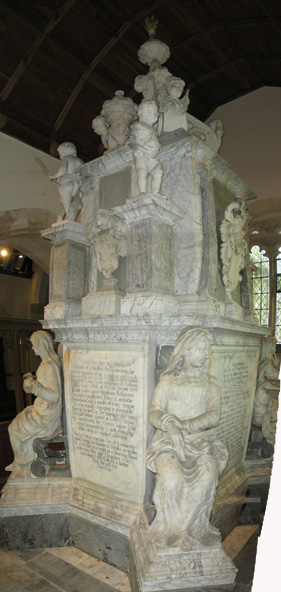
Memorial a Sir Henry Furnese

 El mayor monumento de la capilla sur fue erigido por Sir Peregrine Bertie a su esposa, Susan, poco después de su muerte en 1697. Consiste en un cofre sepulcral rodeado de rejas. En el pecho están las efigies de Sir Peregrine y su esposa que "se reclinan incómodamente con las manos juntas y las piernas cruzadas". A los lados del pecho hay tallas que incluyen un memento mori, logros y paneles con cortinas y querubines. En el muro sur de la capilla hay un monumento a los miembros de la familia Monins, erigido antes de 1642. Consiste en una placa de mármol blanco y negro que contiene una placa ovalada inscrita rodeada de columnas corintias y un frontón segmentado interrumpido. La capilla norte está enteramente ocupada por un monumento independiente a Sir Henry Furnese, que murió en 1712. Fue hecho por Thomas Green de Camberwell en cuatro tipos de mármol, y está en tres etapas. La base es cuadrada, inscrita a cada lado y rodeada por cuatro mujeres de luto de tamaño real sentadas en sillas. La sección central tiene paneles con cartuchos que contienen brazos, y cuatro putti sobre pedestales que sostienen antorchas. La etapa superior consiste en una clasificación de urna en cuatro volutas. Estos están tallados con las cabezas de Cherub y las hojas de acanto, y están coronados por un remate de antorcha. La descripción de la calificación describe el monumento como "sobresaliente".  

## Características externas
En el cementerio hay una tumba y una lápida de dos antiguos trabajadores del parque Waldershare. La tumba del pecho es la de William Hull, que murió en 1756 y fue jardinero durante 25 años, y la lápida es la de la Sra. Elizabeth Harman, que murió en 1772 y fue ama de llaves durante 40 años. Juntos han sido designados como un edificio protegido de grado II.